# Sabahya
Sabahya là một chi nhện trong họ Tetrablemmidae.